# Barna Mihály (genealógus)
Barna Mihály (1810 – 1888. február 22.) magyar genealógus, történész, ügyvéd.

## Élete
A Gömör-Kishont vármegyei eredetű mellétei Barna család zempléni ágából származott. Első felesége Reviczky Mária, második felesége Szervánszky Ilona. Bátyja, Antal 1849-ben mint honvéd hadnagy esett el. Barna Mihály 1832-ben a Zemplén vármegyei római katolikus klérus ügyésze volt, 1845-ben Zemplén és több vármegye táblabírája. 1850-ben a zempléni császári és királyi törvényszék előadó ülnöke, 1856-tól kassai pénzügyi előadó, ügyész és magyar királyi kincstári főügyész.
Fő műve a Magyarország nemes családjainak genealógiája című 21 kötetes genealógiai gyűjtemény, mely Magyarország összes nevezetesebb családjára kiterjedt. Kézirata a Magyar Nemzeti Múzeumba került. Mint forrásgyűjtemény is figyelmet érdemel.

## Műve
- Magyarország nemes családjainak genealógiája. (Néhai melléthei Barna Mihály m. k. kincstári főügyész genealogiai gyüjteménye) I. rész (A-K), Bécs 1894, II. rész (L-Z), Bécs é. n.